# Pădureni (gmina Filipeni)
Pădureni – wieś w Rumunii, w okręgu Bacău, w gminie Filipeni. W 2011 roku liczyła 55 mieszkańców.